# C/2012 F6
C/2012 F6 (Lemmon) är en långperiodisk komet som upptäcktes den 23 mars 2012 av astronomen A. R. Gibbs med 1,5 meters reflektorn vid Mount Lemmon i Arizona, USA.   Vid periheliepassagen (mars 2013) var kometen som starkast magnitud 5.  Beräknad återkomst för nästa passage är om ungefär 8 000 år.